# Дьємерсі Ндонгала
Дьємерсі Ндонгала (фр. Dieumerci Ndongala, нар. 14 червня 1991, Кіншаса) — конголезький футболіст, нападник клубу «Генк» та національної збірну Демократичної Республіки Конго.

## Клубна кар'єра
Народився у ДР Конго, але футболом почав займатись у Бельгії в клубах «Брюссель» та «Стандард» (Льєж), але йому не вдалося пробитись до першої команди клубу. У дорослому футболі дебютував 2011 року виступами за люксембурзьку команду «Женесс», в якій провів півтора сезони, взявши участь у 33 матчах чемпіонату. За підсумками першого сезону 2011/12 став з командою віце-чемпіоном країни і фіналістом Кубка Люксембургу. Це дозволило конголезцю наступного сезону дебютувати у єврокубках, зігравши у відбіркових раундах Ліги Європи.
29 січня 2013 року Ндонгала повернувся до Бельгії, де став виступати за команду третього за рівнем дивізіону «Лув'єрваз». У сезоні 2013/14 став основним бомбардиром команди, забивши за пів року 8 голів у 17 іграх чемпіонаті, чим зацікавив клуби вищого дивізіону і на початку 2014 року підписав контракт з «Шарлеруа». 8 лютого в матчі проти «Локерена» він дебютував у Жюпіле-Лізі. 3 травня в поєдинку проти «Кортрейка» забив свій перший гол за «Шарлеруа», а вже з сезону 2014/15 став основним гравцем команди і відіграв за команду з Шарлеруа у цьому статусі ще два сезони своєї ігрової кар'єри.
22 червня 2016 року уклав чотирирічний контракт з клубом «Гент», але в новій команді закріпитись не зумів, тому вже 31 січня 2017 року повернувся в «Стандард» (Льєж). Втім і в рідній команді Ндонгала основним гравцем не став — спочатку пропустив частину сезону через травму, а потім новий головний тренер Рікарду Са Пінту здебільшого випускав конголезця на заміну. З приходом на початку 2018 року у команду Мехді Карсела-Гонсалеса, Ндонгала взагалі втратив місце у команді і 2 лютого 2018 року був відданий в оренду до кінця сезону у «Генк», після чого клуб повністю викупив контракт гравця. Станом на 10 грудня 2018 року відіграв за команду з Генка 33 матчі в національному чемпіонаті.

## Виступи за збірні
На юнацькому рівні виступав за збірну Бельгії, втім в подальшому вирішив грати за збірну своєї батьківщини і 2012 року залучався до складу молодіжної збірної Демократичної Республіки Конго.
28 березня 2015 року дебютував в офіційних матчах у складі національної збірної Демократичної Республіки Конго в товариській грі проти Іраку (1:2).
| Дата      | Місто   | Господарі | Результат | Гості      | Турнір                                         | Голи | Примітки |
| --------- | ------- | --------- | --------- | ---------- | ---------------------------------------------- | ---- | -------- |
| 14-6-2015 | Кіншаса | ДР Конго  | 1 – 1     | Мадагаскар | Відбір до Кубка африканських націй 2015 - 2010 | -    | 84'      |
| Усього    |         | Матчів    | 1         |            | Голів                                          | 0    |          |

## Титули і досягнення
- Чемпіон Бельгії (1):

Генк: 2018-19
- Володар Суперкубка Бельгії (1):

Генк: 2019
- Володар Суперкубка Кіпру (1):

АПОЕЛ: 2024